# Nikolàievka (Véidelevka)
|  | Per a altres significats, vegeu «Nikolàievka». |

Nikolàievka - Николаевка (rus) - és un poble de l'óblast de Bélgorod, a Rússia. El 2021 tenia 1.000 habitants. Pertany al districte (raion) de Véidelevka.